# Suchá nad Parnou
Suchá nad Parnou és un poble i municipi d'Eslovàquia que es troba a la regió de Trnava, a l'oest del país.

## Història
La primera menció escrita de la vila es remunta al 1296.

## Demografia
| Godina             | 1994 | 2004    | 2014    | 2024    |
| ------------------ | ---- | ------- | ------- | ------- |
| Nombre de persones | 2241 | 1738    | 2041    | 2328    |
| Diferència         |      | −22,44% | +17,43% | +14,06% |

| Godina             | 2023 | 2024   |
| ------------------ | ---- | ------ |
| Nombre de persones | 2296 | 2328   |
| Diferència         |      | +1,39% |